# 杜镇远
杜镇远（1889年10月2日—1961年12月），号建勋，湖北秭归县新滩北岸下滩沱人。中国近代铁路学家、铁路工程师。

## 生平

### 出生与游学
父亲杜定祥，号吉甫，晚清邑庠生。先行医，后进入四川经商致富，捐资在重庆市的江北、洛碛两地创办高、初两座小学而享誉川、陕，受聘任四川省立巴县官澜书院院长。杜镇远7岁进入族叔杜安祥塾馆读书，13岁随父亲进入官澜书院就读。不久，清朝废科举、撤书院，杜定祥告诫儿子不要谋官，务必精通一门专业，力求融会贯通，才能在社会上立足。1907年6月，杜镇远考入成都铁路学堂。1910年6月毕业，7月考进邮传部唐山路矿学堂（后更名国立唐山工程学院）土木工程系，1914年夏毕业后，任陆军部修浚宜渝滩险工程处工程师兼测量队队长，并兼任宜昌马路局工程师。不久受川汉铁路轮船公司之聘，改任大川轮副船长，负责整治长江上游航道。虽然待遇均较优厚，却都与他所学专业不合，杜镇远于1916年辞职。
1917年7月，杜镇远任京奉铁路（今京沈铁路）丰台工务段实习工程师，得到交通部总长叶恭绰的赏识。1919年，叶恭绰派杜镇远去美国信号公司学习，研究铁路号志。次年考入康乃尔大学土木工程科深造，1922年获硕士学位。1924年，杜镇远奉命以交通部专员身份，赴欧美各国考察铁路号志工程及材料，从美国到加拿大，途经英、法、德、意大利、瑞士、比利时，进入当时已经十月革命后的苏联，再由西北利亚经中东、南满铁路（今滨洲、哈大铁路）回国，任京奉铁路京渝号志总段工程师，设计改善行车标志，成绩卓著，1927年出任国民政府建设委员会土木专门委员。

### 修建杭江铁路
当时，國民革命軍打败军阀孙传芳，控制江、浙两省，张静江出任浙江省主席，倡议自建铁路，邀杜镇远与之合作。1929年6月，浙江成立杭江铁路（浙江杭州至江西玉山）工程局，杜镇远出任工程局局长兼总工程师。省政府拨款20万元，交杜镇远组织施工。由于资金和技术力量严重不足，开工半年，省政府改变计划，决定分期分段修筑，第一期将萧山至常山段改修为公路。他只能按省政府决定办事，先修西兴至兰溪段，长195公里。1930年3月在萧山鸣炮开工，历时两年通车至兰溪；一面四处游说，得到中国银行等几家银行的支持，促成省政府与4家银行签订了借款合同，展筑浙江金华至江西玉山段，长165公里。一面修筑路基一面铺轨，于1933年12月将全长360公里的杭江铁路建成。12月28日，浙江省要员在金华举行隆重的通车典礼，庆祝第一条省办铁路建成。

### 修建浙赣铁路
杭江铁路通车后，引起了巨大赞誉与关注，民众纷纷倡议续修玉山经南昌至萍乡段，与株萍铁路（湖南株洲至江西萍乡于1905年筑成的旧路）接轨，联络粤汉铁路（今京广铁路武汉至广州段）。成为横贯长江南岸的一条大动脉，并建议将这条铁路命名为浙赣铁路。1934年3月，由浙、赣两省和财政、铁路两部发起，联络金融、工商各界财团组成浙赣铁路联合公司，在铁道部召开第一次理事会议。5月成立浙赣铁路工程局，杜镇远出任工程局局长兼总工程师。有了当局和财团的支持，杜镇远在7月即开工建设玉山至南昌段，长292公里，于1936年1月通车。之后便动工修筑南昌至萍乡段，同时改造株洲至萍乡旧路，全部工程于1937年9月建成通车。与此同时，因大学同学茅以升已将钱塘江大桥建成，铁轨与大桥顺利通车。从杭江铁路开工之日起，历时4年零3个月，耗资5000万元，将全长1000公里的浙赣铁路建成，此为中国完全凭借中国资金与中国技术建成的首条长达千里的铁路。

### 修建湘桂铁路
1938年8月13日，日军侵略上海。国民政府为了发展后方交通，决定修筑湘桂铁路（湖南衡阳至广西桂林），任命杜镇远为湘桂铁路工程局局长兼总工程师。由于战事紧张，杜镇远自感责任重大，建议中央和湘桂两省合资经营，并由两省征用民工，各筑本省路基土石方，其所需枕木及其他材料，也由两省代为征购。他亲自带队勘测沿线，湖南境内选定衡阳——祁东——东安线，既缩短了里程，又省去两座湘江大桥。方案一经提出，立刻得到中央和湘、桂两省的赞同。施工中，他革除了传统的“序进”法，采用“分段并修”，率领25万民工，将全线划分为十个工段施工，一年之内将全线361公里建成通车。平均每天筑路一公里，创铁路施工最高记录。当时武汉、广州相继被日军占领，国民政府撤往大西南与日军长期对峙，湘桂铁路成为军民大转移的重要运输线。

### 修建滇缅铁路
1939年夏，杜镇远调任滇缅铁路工程局局长兼总工程师。当时，华北已经失守，沿海城市相继沦陷，中国与欧美各国的交通通道，从东南沿海转向南亚和印度支那国家。出于抗战的特殊需要，国民政府决定修筑滇缅铁路。起自云南昆明与滇越铁路相联，西行经祥云至中缅边境之滚弄，再由滚弄延伸至腊戍与缅甸铁路接轨。全长950公里，其中国内线长800公里，缅甸境内长150公里，由杜镇远统一指挥修筑。杜镇远领衔赴任，深入不毛，率领铁路民工数万人。路基土石方工程大致完成，只余大桥未架，轨道未铺之时，太平洋战争爆发，日军封锁缅甸首都仰光，中国与各国订购的材料无法输入，致使项目被迫停工。之后，中华民国交通部派杜镇远率团赴印度洽淡修筑中印公路，打开新的交通线。达成协议后，他立即回国组成六个工程处，夜以继日地分段抢修。但最终因腊戍失守，八莫、密支那危在旦夕，整个缅甸即将陷入日军之手而停工。当他从腊戍转回八莫的时候，险些被日军截住。

### 修建西祥公路
随着战争急剧恶化，中国陆上对外交通仅存一条滇缅公路。国民政府为了沟通川、康（即西康省，1955年并入四川省）、滇三省陆上交通，与滇缅公路衔接，便于补给运输，支援川、甘、陕三省的抗战，决定修筑西祥公路（今四川西昌至云南祥云）。1940年10月，参谋总长兼军委运输统制局局长何应钦和交通部总长张家墩指令成立交通部西祥公路工程处，杜镇远兼任工程处处长。经勘测，全线总长约548公里，其中云南境内长约288公里，西康境内长约260公里。施工中，杜镇远充分运用多年来“分段并修”的筑路经验，将全线划分为12个总段，36个分段和金沙江桥工处，提出“多挖少填、多绕少桥，先求其通，后求其备”的16字方针，大大加快了工程进度。整个工程于1940年11月开工，1941年6月建成，8月在西昌举行通车典礼，仅耗时10个月，创公路工程建设又一奇迹。

### 抗战结束
1942年，杜镇远出任粤汉铁路管理局局长。1945年5月5日，他出席了国民党第六次全国代表大会，会上当选为候补中央执行委员。抗日战争胜利后，杜镇远兼任交通部广东区特派员，负责接收路、邮、航、电各项要政。年底奉命修复粤汉铁路。他招回旧部l万多人，工人3万人，组成11个工务总段，12个桥工处，采用分段承包方式，历时一年半，将全线修复通车。并在湘潭煤矿另辟铁路，接通湘江，便利煤运。1948年4月，杜镇远当选为国大代表，出席了第一届国民大会第一次会议。1949年4月，年届花甲的杜镇远被任命为交通部顾问，不久辞去这一职务，率全家去九龙医治耳疾。

### 晚年
中华人民共和国建立后，经龙云与中共中央接洽，杜镇远于1950年5月携眷回国。经中央财委陈云、薄一波等介绍，他到中央人民政府铁道部任顾问工程师、参事室参事。1957年被错划为右派。1961年12月在北京病故，终年72岁。1979年恢复名誉，同年12月27日，杜镇远的骨灰盒安放于八宝山革命公墓。